# بيريل ريتشموند
بيريل ريتشموند (بالإنجليزية: Beryl Richmond) هو لاعب كرة قاعدة أمريكي، ولد في 24 أغسطس 1907 في Glen Easton, West Virginia ‏ في الولايات المتحدة، وتوفي في 24 أبريل 1980 في كاميرون في الولايات المتحدة.

## وصلات خارجية
- بيريل ريتشموند على موقعبيزبول رفرنس.كوم (الدوري الرئيسي) (الإنجليزية)
- بيريل ريتشموند على موقعبيزبول رفرنس.كوم (الدوري الثانوي) (الإنجليزية)